# Xirong

Karta visar var Xirong levde

Rong eller Xirong (西戎; Xīróng) eller Western Rong var ett forntida nomadfolk som levde i västra, eller nordvästra, delen av dagens Kina från Zhoudynastin (1045 till 256 f.Kr.) och framåt. Rong levde i dagens Shaanxiprovinsen, Gansuprovinsen och Ningxiaprovinsen. Rong var tillsammans med Dongyi (东夷), Beidi (北狄) och Nanman (南蛮) de fyra barbariska stammarna som fanns på alla sidor om det kinesiska kärnområdet. Termen Rong används ofta i kinesiska källor för krigiska främlingar i och kring Zhoudynastins territorium. Rong är möjligen ättlingar till Xunyu (獯鬻).
Under Vår- och höstperioden (770–481 f.Kr) var de mäktigaste Rong-stammarna Yunrong (允戎), Jiangrong (姜戎) och Quanrong (犬戎). Under tiden för Zhoudynastin finns källstöd att folkgruppen Qiang var en del av, eller samma som Yunrong. Yunrong tros vara ättlingar till Xianyun (玁狁).
Ett flertal militära konflikter mellan Rong och Zhoudynastin har varit betydelsefulla såsom 859 f.Kr. när Rong attackerade Zhoudynastins huvudstad, och 771 f.Kr. när huvudstaden åter attackerades och kung Kung You av Zhou dödas.